# Theretra celaeno
Theretra celaeno är en fjärilsart som beskrevs av Eugen Johann Christoph Esper 1782. Theretra celaeno ingår i släktet Theretra och familjen svärmare. Inga underarter finns listade i Catalogue of Life.